# Liste der Naturdenkmale im Raum Hamminkeln
Naturdenkmale im Kreis Wesel im Landschaftsplan Raum Hamminkeln. Rechtskraft seit 27. Dezember 2004.
| Denkmal-Nummer | Ort / Lage | Bezeichnung des ND | Anzahl | Art                                                                    | Eingetragen seit | Schutzgrund                                               | Beschreibung | Bild            |
| -------------- | --- | ------------------ | ------ | ---------------------------------------------------------------------- | ---------------- | --------------------------------------------------------- | --- | --------------- |
| ND 1           | Hamminkeln-Wertherbruch Provinzialstraße, an der Krummen Wässerung östlich der Mittelwässerung, nordwestlich von Wertherbruch. Karte | Einzelbaum         | 1      | Stieleiche (Quercus robur)                                             | 2004             | Seltenheit, Schönheit                                     | 17 m hohe Stieleiche mit einem Stammumfang von 444 cm, Alter ca. 220 Jahre                                                                                  | BW              |
| ND 2           | Hamminkeln-Wertherbruch Provinzialstraße, an der Krummen Wässerung östlich der Mittelwässerung, nordwestlich von Wertherbruch. Karte | Einzelbaum         | 1      | Winterlinde (Tilia cordata)                                            | 2004             | Seltenheit, Schönheit, Eigenart                           | 21 m hohe Winterlinde mit einem Stammumfang von 505 cm, Alter ca. 250 Jahre                                                                                 | BW              |
| ND 3           | Hamminkeln-Wertherbruch westlich von Gut Rodehorst, nördlich von Wertherbruch Karte                                                  | Einzelbaum         | 1      | Stieleiche (Quercus robur)                                             | 2004             | Seltenheit, Schönheit                                     | 26 m hohe Stieleiche mit einem Stammumfang von 448 cm, Alter ca. 220 Jahre                                                                                  | BW              |
| ND 4           | Hamminkeln-Wertherbruch am Gut Rodehorst, nördlich von Wertherbruch Karte                                                            | Einzelbaum         | 1      | Winterlinde (Tilia cordata)                                            | 2004             | Seltenheit, Schönheit                                     | Winterlinde mit einer Höhe von 24 m, einem Stammumfang von 435 cm, Alter ca. 220 Jahre                                                                      | BW              |
| ND 5           | Hamminkeln-Dingden Kahlenberg, nordöstlich von Dingden Karte                                                                         | Einzelbaum         | 1      | Esskastanie (Castanea sativa)                                          | 2004             | Seltenheit, Eigenart, Schönheit                           | 20 m hohe Edelkastanie mit einem Stammumfang von 651 cm, Alter ca. 320 Jahre                                                                                | BW              |
| ND 6           | Hamminkeln-Dingden ca. 4 km östlich von Dingden, östlich der K 26 Karte                                                              | Baumpaar           | 2      | Eibe (Taxus baccata)                                                   | 2004             | wissenschaftliche Gründe, Seltenheit, Eigenart, Schönheit | Zwei Eiben Höhe 10 m, Stammumfang von 238 cm, Alter ca. 300 Jahre bzw. Stammumfang von 399 cm, Alter über 600 Jahre                                         | BW              |
| ND 7           | Hamminkeln-Dingden am östlichen Rand von Dingden bei der Akademie Klausenhof/Friedhofskapelle, Am Bokern Karte                       | Einzelbaum         | 1      | Esskastanie (Castanea sativa)                                          | 2004             | Seltenheit, Eigenart, Schönheit                           | 19 m hohe Edelkastanie mit einem Stammumfang von 552 cm, Alter ca. 250 Jahre                                                                                | Fotos hochladen |
| ND 8           | Hamminkeln- am Knüfkenhof, Isselburger Str./Am Römerhof, nördlich von Hamminkeln Karte                                               | Baumpaar           | 2      | Esskastanie (Castanea sativa)                                          | 2004             | Seltenheit, Schönheit                                     | 12 m hohe Edelkastanie, Stammumfang 538 cm, Alter ca. 220 Jahre und 13 m hohe Edelkastanie, Stammumfang 448 cm, Alter ca. 200 Jahre                         | BW              |
| ND 9           | Hamminkeln- Am Römerhof, an der Issel nördlich von Hamminkeln Karte                                                                  | Einzelbaum         | 1      | Kopfhainbuche (Carpinus betulus)                                       | 2004             | landeskundliche Gründe, Seltenheit, Eigenart              | 10 m hohe Kopfhainbuche mit einem Stammumfang von 376 cm, Alter ca. 300 Jahre                                                                               | BW              |
| ND 10          | Hamminkeln-Mehrhoog beim Koopmannshof am Rand des Hagener Meeres, nordwestlich von Mehrhoog Karte                                    | Einzelbaum         | 1      | Kopfstieleiche (Quercus robur)                                         | 2004             | landeskundliche Gründe, Seltenheit, Eigenart              | 13 m hohe Kopfstieleiche mit einem Stammumfang von 492 cm, Alter ca. 250 Jahre                                                                              | BW              |
| ND 11          | Hamminkeln-Mehrhoog Vorthuiyser Weg / Kirchstraße, am nordöstlichen Ortsrand von Mehrhoog Karte                                      | Baumgruppe         | 5      | 2× Winterlinde (Tilia cordata) 3× Esskastanie (Castanea sativa)        | 2004             | Seltenheit                                                | Baumgruppe mit einer Höhe von 12 bis 24 m, einem Stammumfang von 392 – 572 cm, Alter bis ca. 250 Jahre                                                      | BW              |
| ND 12          | Hamminkeln-Mehrhoog Duisburger Str., am Lackmannshof südlich von Mehrhoog Karte                                                      | Einzelbaum         | 1      | Hainbuche (Carpinus betulus)                                           | 2004             | Seltenheit, Eigenart, Schönheit                           | 10 m hohe Hainbuche mit einem Stammumfang von 232 cm, Alter ca. 200 Jahre                                                                                   | BW              |
| ND 13          | Hamminkeln-Mehrhoog am Bartzhof südöstlich von Mehrhoog Karte                                                                        | Baumgruppe         | 9      | Esskastanie (Castanea sativa)                                          | 2004             | Seltenheit                                                | Neun Edelkastanien mit einer Höhe von 15 – 26 m, Stammumfang von 404 – 623 cm, Alter bis zu 300 Jahre                                                       | BW              |
| ND 14          | Hamminkeln- bei Kesseldorf,nordwestlich von Hamminkeln Karte                                                                         | Baumpaar           | 2      | Esskastanie (Castanea sativa)                                          | 2004             | Seltenheit                                                | 19 m hohe Edelkastanie mit Stammumfang von 508 cm, Alter ca. 250 Jahre und 20 m hohe Edelkastanie mit Stammumfang von 716 cm, Alter ca. 350 Jahre           | Fotos hochladen |
| ND 15          | Hamminkeln- bei Kesseldorf,nordwestlich von Hamminkeln Karte                                                                         | Einzelbaum         | 1      | Esskastanie (Castanea sativa)                                          | 2004             | Seltenheit, Schönheit                                     | 21 m hohe Edelkastanie mit einem Stammumfang von 543 cm, Alter ca. 250 Jahre                                                                                | Fotos hochladen |
| ND 16          | Hamminkeln- am Heggemannshof im Bislicher Wald westlich von Hamminkeln Karte                                                         | Baumpaar           | 2      | Esskastanie (Castanea sativa)                                          | 2004             | Seltenheit                                                | 14 m hohe Edelkastanie, Stammumfang 447 cm, Alter ca. 200 Jahre und 16 m hohe Edelkastanie, Stammumfang 562 cm, Alter ca. 250 Jahre                         | BW              |
| ND 17          | Hamminkeln- am Köpenhof im Bislicher Wald westlich von Hamminkeln Karte                                                              | Einzelbaum         | 1      | Esskastanie (Castanea sativa)                                          | 2004             | Seltenheit                                                | 9 m hohe Edelkastanie mit einem Stammumfang von 693 cm, Alter ca. 350 Jahre                                                                                 | BW              |
| ND 18          | Hamminkeln- Bergfrede, am südlichen Ortsrand von Hamminkeln Karte                                                                    | Baumpaar           | 2      | 1× Blutbuche (Fagus sylvatica purpurea) 1× Eibe (Taxus baccata)        | 2004             | Seltenheit, Schönheit                                     | 30 m hohe Blutbuche mit einem Stammumfang von 435 cm und 14 m hohe Eibe mit einem Stammumfang von 217 cm, Alter ca. 250 Jahre                               | BW              |
| ND 19          | Hamminkeln- am Hof Sonsmann, Witzenskath, südwestlich von Hamminkeln Karte                                                           | Baumgruppe         | 4      | 2× Edelkastanie (Castanea sativa) 2× Stieleiche (Quercus robur)        | 2004             | Seltenheit                                                | Baumgruppe mit einer Höhe von 21 bis 25 m, Stammumfang von 429 – 453 cm, Alter bis zu 220 Jahre                                                             | BW              |
| ND 20          | Hamminkeln- südöstlich des Oversteeghofes, südlich von Hamminkeln Karte                                                              | Einzelbaum         | 1      | Winterlinde (Tilia cordata)                                            | 2004             | Seltenheit                                                | 14 m hohe Winterlinde, Stammumfang 519 cm, Alter ca. 250 Jahre                                                                                              | BW              |
| ND 21          | Hamminkeln- Zum Weißenstein, südlich des Gutes Wittenstein, südlich von Hamminkeln Karte                                             | Allee              | 26     | 25× Edelkastanie (Castanea sativa) 1× Winterlinde (Tilia cordata)      | 2004             | Seltenheit                                                | ca. 210 m lange Allee bestehend aus 25 Edelkastanien und einer Winterlinde. Höhe von 5 – 27 m, Stammumfang von 225 – 600 cm, Alter von ca. 200 – 250 Jahren | BW              |
| ND 22          | Hamminkeln- am Fuhrmannshof, südlich von Hamminkeln Karte                                                                            | Einzelbaum         | 1      | Esskastanie (Castanea sativa)                                          | 2004             | Seltenheit                                                | 7 m hohe Edelkastanie mit einem Stammumfang von 711 cm, Alter ca. 350 Jahre                                                                                 | BW              |
| ND 23          | Hamminkeln im Park des Stecklinghofes, südöstlich von Hamminkeln Karte                                                               | Baumpaar           | 2      | 1× Winterlinde (Tilia cordata) 1× Blutbuche (Fagus sylvatica purpurea) | 2004             | Seltenheit                                                | 26 m hohe Winterlinde, Stammumfang: 410 cm, Alter: ca. 200 Jahre und 26 m hohe Blutbuche, Stammumfang: 476 cm, Alter: ca. 230 Jahre                         | BW              |
| ND 24          | Hamminkeln-Ringenberg beim Hof van der Linde, nordöstlich von Ringenberg Karte                                                       | Baumgruppe         | 3      | Kopfrotbuche (Fagus sylvatica)                                         | 2004             | Landeskundliche Gründe,Seltenheit, Eigenart               | Drei Kopfrotbuchen mit einer Höhe zwischen 16 und 24 m, Stammumfang von 482 – 548 cm, Alter ca. 250 Jahre                                                   | BW              |
| ND 25          | Hamminkeln-Brünen am Schultenhof, nordöstlich von Brünen Karte                                                                       | Einzelbaum         | 1      | Esskastanie (Castanea sativa)                                          | 2004             | Seltenheit                                                | 17 m hohe Edelkastanie, Stammumfang: 515 cm, Alter: ca. 220 Jahre                                                                                           | BW              |
| ND 26          | Hamminkeln-Brünen am Klein-Walkerns-Hof, nordöstlich von Brünen Karte                                                                | Baumgruppe         | 4      | Esskastanie (Castanea sativa)                                          | 2004             | Seltenheit, Schönheit                                     | Vier ca. 200 Jahre alte Edelkastanien, Höhe: 22 bis 24 m, Stammumfang: 420 – 504 cm                                                                         | BW              |
| ND 27          | Hamminkeln-Brünen Beim Huverhof, östlich von Brünen Karte                                                                            | Findling           | 1      | Granit                                                                 | 2004             | erdgeschichtliche Gründe, Seltenheit, Eigenart, Schönheit | Findling aus dunklem Granit, Höhe: 1,55 m, Umfang: 3,2 m × 2,9 m, Alter: mehr als 1 Mio. Jahre                                                              | BW              |
| ND 28          | Hamminkeln-Brünen Am Ostrand der Brüner Höhen, nordwestlich von Brünen Karte                                                         | Findling           | 1      | Granit                                                                 | 2004             | Seltenheit, Schönheit                                     | Findling aus rotem Granit, Höhe: 0,4 m, Umfang: 0,9 m × 0,7 m, Alter: mehr als 1 Mio. Jahre                                                                 | BW              |
| ND 29          | Hamminkeln-Brünen am südlichen Rand der Brüner Höhen, westlich von Brünen Karte                                                      | Einzelbaum         | 1      | Eibe (Taxus baccata)                                                   | 2004             | Seltenheit                                                | 9 m hohe Eibe mit einem Stammumfang von 233 cm, Alter: ca. 300 Jahre                                                                                        | BW              |